# Pitch Black Brigade
Pitch Black Brigade è il secondo album in studio della black metal band norvegese Vreid.

## Tracce
1. Då Draumen Rakna
2. Left To Hate
3. Pitch Black
4. The Red Smell
5. Hengebjørki
6. Our Battle
7. Hang 'Em All
8. Eit Kapitell For Seg Sjølv

## Formazione
- Sture Dingsøyr - voce, chitarra ritmica
- Hvàll - basso
- Ese - chitarra solista
- Steingrim - batteria